# Leonardo Natale
Leonardo Natale (Saronno, 25 de octubre de 1958) es un ex ciclista de ruta italiano. Practicó el ciclismo profesional desde 1978 hasta su retiro en 1985, participó en seis ediciones del Giro de Italia.

## Carrera
Fue un ciclista escalador con buenas habilidades, participó por primera vez en el Giro de Italia en 1979, obteniendo un decimosexto lugar en la clasificación general, para mejorar al décimo en la subsiguiente edición de 1980.
En 1981, corriendo para Magniflex, obtuvo un tercer lugar en la Vuelta a Suiza; observado por Giuseppe Saronni, quien se convirtió en su fiel seguidor, le invitó al equipo Del Tongo-Colnago, ayudándolo especialmente en el Giro de Italia.
En 1985 se trasladó al equipo de Francesco Moser, sin embargo Francesco no pudo ayudarlo debido a graves problemas físicos que lo forzaron a retirarse a la edad de 27 años sin haber ganado ninguna victoria.

## Ubicaciones

### Grandes rondas
- Giro de Italia

1979: 16º
1980: 10º
1981: 13º
1982: 13º
1983: 31.º
1984: 32.º
- Vuelta a España

1983: 18º
1984: 29º

### Clásicos
- Milán-San Remo

1979: 95.º
1981: 35.º